# Avenue Paul-Crampel
L'avenue Paul-Crampel (en occitan : avenguda Paul Crampel) est une voie de Toulouse, chef-lieu de la région Occitanie, dans le Midi de la France.

## Situation et accès

### Description
L'avenue Paul-Crampel est une voie publique. Elle marque la limite entre le quartier du Busca, au nord, et le quartier Saint-Agne, au sud.
Elle naît dans le prolongement du boulevard Delacourtie, au carrefour de l'avenue Marcel-Langer et de l'avenue Victor-Ségoffin. Elle est longue de 900 mètres, rectiligne et d'une largeur relativement régulière de 20 mètres. En débouchant sur la canal du Midi, que permet de franchir le pont des Demoiselles, l'avenue Paul-Crampel rencontre l'allée du même nom et le boulevard de la Marne. Au-delà du pont, elle est prolongée par l'avenue Antoine-de-Saint-Exupéry, puis par la route de Revel.
La chaussée compte une voie de circulation automobile dans chaque sens. Il existe également, sur toute la longueur, mais seulement depuis le boulevard André-Delacourtie vers le pont des Demoiselles, une bande cyclable.

### Voies rencontrées
L'avenue Paul-Crampel rencontre les voies suivantes, dans l'ordre des numéros croissants (« g » indique que la rue se situe à gauche, « d » à droite) :
1. Avenue Victor-Ségoffin (g)
2. Avenue Marcel-Langer (d)
3. Impasse Paul-Crampel (d)
4. Rue Noguès (g)
5. Rue Jean-Baptiste-Colbert (d)
6. Place Henry-Russell (g)
7. Rue des Orfèvres (d)
8. Rue Léo-Lagrange (g)
9. Rue du Midi (d)
10. Rue de la Tannerie (g)
11. Rue du Sergent-Frédéric-Razat (d)
12. Rue Déodora (g)
13. Rue Jean-Racine (d)
14. Rue Georges-Clemenceau (d)
15. Rue Goudouli (g)
16. Rue Bertrand-Gril (d)
17. Allée des Demoiselles (g)
18. Boulevard de la Marne (d)

### Transports
L'avenue Paul-Crampel n'est pas directement parcourue par les transports en commun Tisséo. Elle est cependant desservie à proximité par la ligne de bus 44, qui la traverse au niveau de la rue Léo-Lagrange et de l'allée Édouard-Branly. À l'ouest, le boulevard André-Delacourtie permet de rejoindre l'avenue de l'U.R.S.S., où circule la ligne de bus 34, et la grande-rue Saint-Michel, où se trouve la station Saint-Michel – Marcel-Langer, sur la ligne de métro . Enfin, à l'est de l'avenue Paul-Crampel, l'allée des Demoiselles est desservie par la ligne du Linéo L9, tandis que le boulevard de la Méditerranée compte un arrêt de la ligne de bus 27.
Les stations de vélos en libre-service VélôToulouse les plus proches de l'avenue Paul-Crampel sont les stations no 98 (80 allée des Demoiselles), no 112 (47 allée Édouard-Branly) et no 157 (16 avenue de l'U.R.S.S.).

## Odonymie

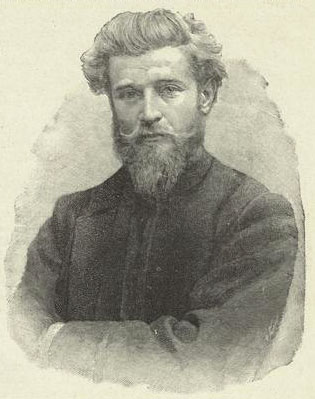
Portrait de Paul Crampel par Henri Thiriat (vers 1899, New York Public Library).

L'avenue est nommée en hommage à Paul Crampel (1864-1891), explorateur français de l'Afrique centrale. Après des études au lycée de Périgueux, puis à l'université de Bordeaux, il devint le secrétaire particulier de Pierre Savorgnan de Brazza et explore le nord du Gabon, puis le bassin de l'Ogooué (Congo) en 1889. En 1890, depuis Bangui, principal poste de l'Oubangui-Chari, il part vers le nord, en direction du lac Tchad. Il est assassiné quelques mois plus tard, en avril 1891, par Mohamed es-Senoussi, seigneur de la guerre et sultan du Dar el-Kouti.
En 1825, lors du tracé de la barrière d'octroi, on choisit pour le chemin qui le bordait le nom de chemin-de-ronde de Pelade. Ce nom s'appliquait déjà à un chemin qui le traversait (actuelles rue Léo-Lagrange et rue du Midi). En 1894, les habitants, qui trouvaient l'appellation de Pelade dégradante, demandèrent un changement de nom au profit de Paul Crampel, qu'ils obtinrent deux ans plus tard.

## Patrimoine et lieux d'intérêt

### Toulousaines
Les maisons toulousaines sont des maisons maraîchères. Elles témoignent de l'activité agricole dans les faubourgs de la ville au XIXe siècle.
- no  7 : toulousaine[4].
- no  24 : toulousaine[5].
- no  44 : toulousaine[6].
- no  86 : toulousaine[7].

### Lotissement Le Grand Parc
Le Grand Parc est un vaste lotissement, qui s'étend entre l'avenue Paul-Crampel au nord, le boulevard de la Marne à l'est, la rue Édouard-Beaudrimont au sud et la rue du Midi à l'ouest. Il est construit, à partir de 1921, à l'emplacement de terrains qui appartenaient à Louis Gril. Il était le fils de Bertrand Gril (1827-1910), cordonnier originaire de Villeneuve-la-Comptal (Aude), installé à Toulouse et enrichi dans l'industrie, propriétaire avec son frère, Georges Gril, de deux usines de chaussures, rue Pierre-Paul-Riquet (actuel no 39) et rue des Vases,.
- no  102 : maison Delmas. 
La maison est construite en 1924, sur les plans de l'architecte Edmond Pilette, pour le compte de M. Delmas. La maison s'élève en retrait par rapport à la rue, en milieu de parcelle. Les façades sont enduites et seuls les encadrements des fenêtres et de la porte sont en brique apparente. Le bâtiment, de plan carré, s'élève sur trois niveaux : un sous-sol, un rez-de-chaussée surélevé et un étage. Au rez-de-chaussée, le porche dans-œuvre donne accès au vestibule qui distribue l'ensemble des pièces : salon et toilettes côté rue, salle manger et cuisine côté jardin. Les chambres se trouvent à l'étage, une côté rue et deux côté jardin, tandis que la salle de bain et la lingerie se trouvent au-dessus du porche[11].

- no  106 : maison (1936, Edmond Pilette)[12].

- no  114 : villa Le Grand Parc. 
La villa Le Grand Parc, dite aussi Les Cèdres, est construite en 1924 par l'architecte Edmond Pilette, pour le compte de Louis Gril. Elle est construite en retrait par rapport à l'avenue, dégageant un jardin, clôturé par un grand portail. Le sous-sol semi-enterré est couvert d'un plaquis de pierres disposées en opus incertum. Il est éclairé par deux fenêtres carrées placées de chaque côté de la villa, et une grande fenêtre sous l'escalier. Le rez-de-chaussée surélevé est simplement enduit. Le grand escalier double à balustres donne accès à la grande porte vitrée centrale, encadrée de quatre grandes fenêtres dotées de garde-corps à balustres. Une corniche moulurée à denticules couronne l'élévation[13].

### Immeubles et maisons
- no  17 : immeuble. 
L'immeuble est construit en 1912 par Étienne Gogé, architecte représentatif de l'influence de l'Art nouveau à Toulouse. Il s'élève, en léger retrait par rapport à l'avenue, sur deux étages. Les fenêtres sont segmentaires et mises en valeur par des appuis et des linteaux en brique[14].

- no  27 : maison. 
La maison est construite dans le premier quart du XXe siècle. Elle s'élève sur une parcelle à l'angle de la place Henry-Russell (actuel no 1). L'édifice a un plan en L et s'élève sur deux étages. Il est maçonné en brique et, pour les façades sur la place Henry-Russell, en brique et en galets de Garonne[15].

- no  35-41 : résidences Descartes et Montesquieu. 
La résidence Descartes (actuels no 35-37) et la résidence Montesquieu (actuel no 41) font partie d'un vaste ensemble immobilier construit par l'architecte Jacques Cartery entre 1969 et 1972 à l'emplacement des établissements Fournier et Fourquin, spécialisés dans les constructions métalliques, entre l'avenue Paul-Crampel, la rue Léo-Lagrange (actuels no 2-6) et la rue de la Tannerie (no 1-11), pour le compte de la SMCI Guy Devaux[16],[17].

- no  67 : immeuble[18].
- no  87-89 : immeuble[19].
- no  88 : maison[20].
- no  90 : maison (1933, Robert Armandary)[21].

- no  100 : résidence Crampel. 
C'est vers 1920 qu'est construit, par l'architecte Augustin Callebat, un couvent de Carmélites sur une longue parcelle entre l'avenue Paul-Crampel et l'avenue du Maréchal-Foch. En 1962, les religieuses s'installent dans leur nouveau monastère du domaine de Lacombe à Muret (actuel no 67 chemin de Lacombe). Les bâtiments sont alors occupés par les sœurs missionnaires de Notre-Dame d'Afrique[22]. En 2002, ils sont démolis au profit de la construction de la résidence Crampel, un EHPAD exploité par Orpea.

- no  128 : maison du docteur Girard. 
La maison, de style Art déco, est construite en 1937 par l'architecte Michel Munvez pour le compte du docteur Girard. Elle s'élève, à l'angle du boulevard de la Marne (actuel no 1), sur un seul niveau. Les façades sont en béton simplement enduit. La porte piétonne, qui s'ouvre à l'angle de l'avenue et du boulevard, est encadrée par deux massifs arrondis surmontés d'un toit qui forme un porche. Les fenêtres, groupées irrégulièrement, animent les façades[23].